# لواء جند الحرمين
لواء جند الحرمين هو جماعة متمردة سورية متحالفة مع قوات سوريا الديمقراطية، وجزء من مجلس منبج العسكري وكتيبة شمس الشمال التابعة لقوات سوريا الديمقراطية.

## خلفية
تشكلت المجموعة عام 2012 في منبج وعملت في ريف حلب بين منبج وجرابلس. قاتلت المجموعة ضد الحكومة السورية ودخلت فيما بعد في صراع مع دولة العراق الإسلامية والشام. كما شاركت المجموعة في معركة حلب، وكانت متحالفة مع جيش المجاهدين المتمرد.

## تاريخ

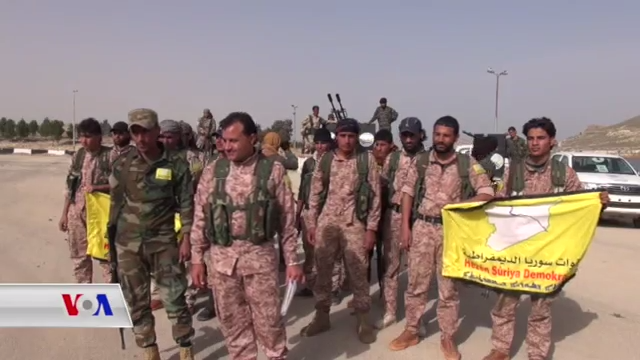
مقاتلو لواء جند الحرمين يرفعون علم قوات سوريا الديمقراطية ، 10 آذار 2016

تأسس لواء جند الحرمين عام 2012 في مدينة منبج. وهي تابعة للجيش السوري الحر، وتتكون بشكل رئيسي من مقاتلين عرب. كان يقود المجموعة في البداية عثمان عثمان، لكن الأخير قُتل عام 2013، بالقرب من مطار كويرس شرق حلب. اعتبارًا من عام 2016، يقود المجموعة إبراهيم البنوي.

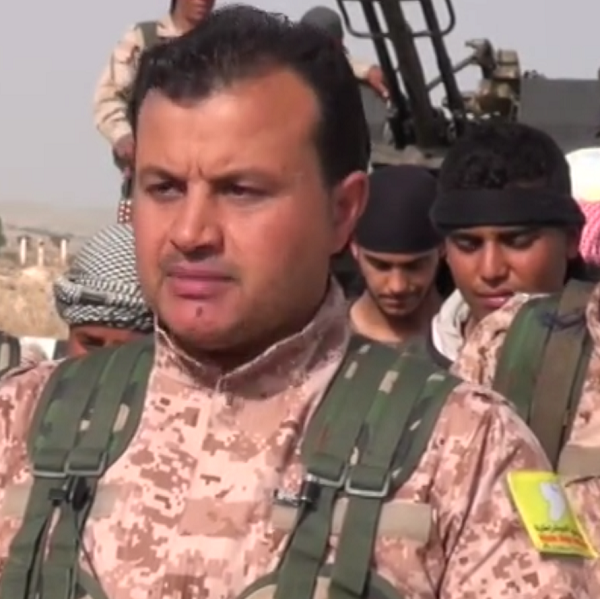
إبراهيم البناوي، قائد لواء جند الحرمين، 10 مارس/آذار 2016.

وفي عامي 2012 و2013، شارك جند الحرمين في معركة حلب، لكنه تم طرده من منبج في أوائل عام 2014، عندما سيطر تنظيم الدولة الإسلامية على المدينة تعيش المجموعة حالة من الفوضى، لكن جزءًا من مقاتليها، بقيادة إبراهيم البناوي، يجدون ملجأً في منطقة كوباني، مع قوات حماية الشعب الكردية.
في 22 يوليو 2013، قُتل قائد اللواء 19 التابع لواء جند الحرمين في خان العسل أثناء قتال القوات الموالية للحكومة في المدينة. في 17 نوفمبر 2013، اشتبك لواء جند الحرمين مع داعش ولواء أحرار سوريا ودرع الجزيرة، بالإضافة إلى فصيل آخر يعتقد أنه مرتبط بتنظيم داعش بعد أيام من التوترات في منبج، بين لواء جند الحرمين وفصائل أخرى. في المدينة. اقتحم مقر المجموعة من قبل داعش وجماعات المعارضة المتحالفة معها، كما وقع إطلاق نار من سيارة مسرعة في مقرهم. وجاءت الاشتباكات بعد أن ورد أن جند الحرمين اجتاح مقرات الفصائل الأخرى في المدينة، وقتل والدة وابن أحد مقاتلي داعش بإطلاق النار على السيارة التي كانوا يستقلونها.
في 3 يناير 2014، بعد تشكيل تحالف جيش المجاهدين، انضم لواء جند الحرمين إلى التحالف، إلى جانب حركة نور الدين الزنكي وأنصار الخلافة، وهي جماعة متحالفة مع حزب التحرير. وفي نفس اليوم أعلن جيش المجاهدين الحرب على داعش مع جبهة ثوار سوريا.
وفي مارس 2016، انضمت المجموعة إلى قوات سوريا الديمقراطية.
في أغسطس 2017، انشق إبراهيم البناوي قائد لواء جند الحرمين وانضم إلى الجيش السوري بعد لقائه مع سهيل الحسن من قوات النمر التابعة للجيش السوري.

## انضر أيضاً
- قوات سوريا الديمقراطية